# Sphyriidae
Sphyriidae é uma família de copépodes pertencentes à ordem Siphonostomatoida.
Géneros:
- Driocephalus Raibaut, 1999
- Lophoura Kölliker, 1853
- Norkus Dojiri & Deets, 1988
- Opimia Wilson, 1908
- Paeonocanthus Kabata, 1965
- Periplexis Wilson, 1919
- Sphyrion Cuvier, 1830
- Sphyrion Milne Edwards, 1840
- Tripaphylus Richiardi, 1878